# Rogério Timóteo

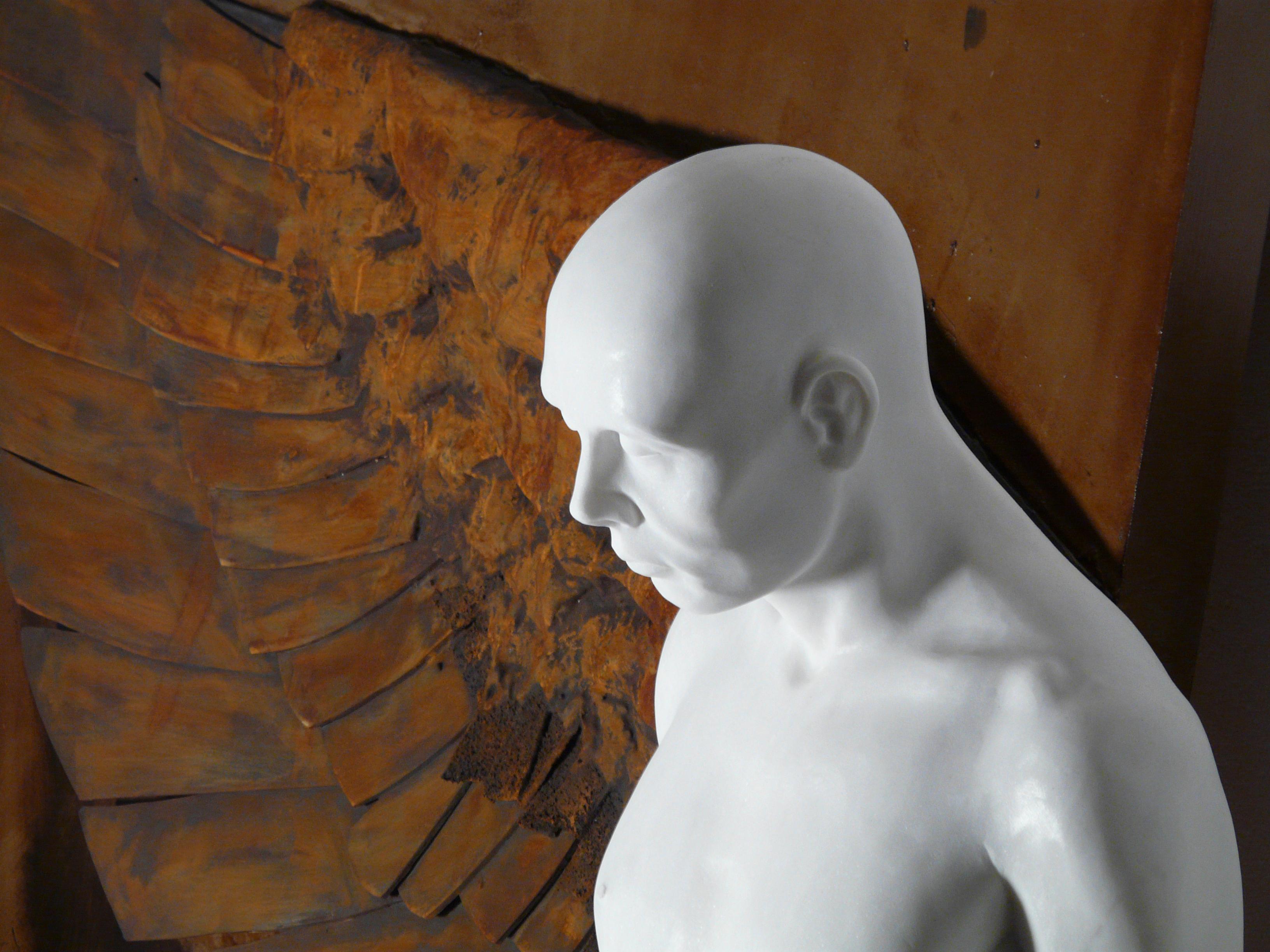
"Icarus" - Escultor Rogério Timóteo

Rogério Timóteo (Sintra, 1967) es un escultor portugués.

## Principales exposiciones individuales
- 1993 - Galería Veredas - Sintra
- 1993 - Galería São Francisco - Lisboa
- 1994 - Galería Forma - Braga
- 1994 - Galería Edmundo Cruz - Colares
- 1995 - Galería Arte em Voga - Lisboa
- 1995 - Galería Arte Vária - Coímbra
- 1997 - Galería São Francisco - “Ritmos” - Lisboa
- 1997 - Reservatório da Patriarcal – EPAL – “Tentações” - Lisboa
- 1998 - Galería Arte Vária - Coímbra
- 1999 - Altestadt – “ Dicht auf der Haut” - Dusseldorf - Alemania
- 2001 - Galería Galveias –“Mergulhos” - Lisboa
- 2002 - Galería Arte e Oficina – “Viagem” - Setúbal
- 2004 - Galería Palpura – “Momentos Suspensos” - Lisboa

## Principales exposiciones colectivas
- 1987 - Inauguración de la Galería Almadarte - Costa da Caparica
- 1988- Conmemoración de las Festas de Vila Velha en la Sala da Junta de Turismo de Sintra
- 1989 - Sala das Galés en el Palácio Nacional de Sintra con el  Grupo Alternativa Jovem y también integrado en el Festival de Música do Conselho de Sintra - Mercês
- 1989 - 1º Premio de Escultura de la Exposição do Sind. dos Trabalhadores do Mármore - Pêro Pinheiro
- 1990 - V Salão Primavera, Galería del Casino do Estoril
- 1991 - Novos Valores da Arte Portuguesa - Galería São Francisco - Lisboa
- 1991 - VI Salão Primavera , Galería del Casino do Estoril
- 1991 - Galería Edmundo Cruz - IV Aniversario -Colares
- 1991 - III Mostra de Escultura de Ar Livre - Amadora
- 1992 - Figurações e Simbolismo - Galería São Francisco - Lisboa
- 1992 - VII Salão de Primavera - Galería do Casino do Estoril
- 1992 - Colectiva de Verão - Galería  São Francisco - Lisboa
- 1992 - Galería  Edmundo Cruz - Colares
- 1992 - Galería Pátio das Artes - Hotel Meridien Lisboa
- 1992 - Sala de Exposições do Mosteiro da Batalha
- 1993 - Galería Pátio das Artes - IV Aniversario - Hotel Meridien Lisboa
- 1993 - Barington House - Vale do Lobo - Algarve
- 1993 - Espaço Veredas - Sintra
- 1993 - IV Mostra de Escultura de Ar Livre - Amadora
- 1994 - Convento da Orada - Reguengos de Monsarraz
- 1995 - Salão Primavera, Galería do Casino do Estoril
- 1996 - Galería  Edmundo Cruz “9º Aniversário” - Colares
- 1996 - “Ciberespaço” - Menção Honrosa - Galería del Casino do Estoril
- 1996 - Galería Municipal da Amadora - Amadora
- 1997 - Galería  Edmundo Cruz - Colares
- 1997 - V Mostra de Escultura de Ar Livre - Amadora
- 1997 - Quinta de Santo António - Aveiro
- 1997 - Galería Pátio das Artes - Hotel Meridien - Lisboa
- 1997 - Figuration Critique - Espace Eiffel Branly - París - Francia
- 1997 - Galería  Edmundo Cruz “10º Aniversário” - Colares
- 1998 - 28º Salon du X - París - Francia
- 1998 - Siemens Forum - Alfragide
- 1998 - Galería  LCR - Sintra
- 1998 - Galería  São Francisco - Lisboa
- 1998 - Museu da Água da EPAL - Dez Anos de Arte - Lisboa
- 1998 - Galería Sépia - Braga
- 1999 - II Congresso Nacional dos Artistas Plásticos - ANJE - Oporto
- 1999 - Galería Anagma - Valencia - España
- 1999 - Magia Imagem - Companhia das Artes - Lisboa
- 1999 - Galería Arte e Oficina - “Exposição Colectiva de Verão 99” - Setúbal
- 1999 - Galería Arthouse - Casa da Guia - Cascais
- 2000 - Galería Artes e Artes - Lisboa
- 2000 - Galería Arte Vária - Coímbra
- 2000 - Exposición de Arte Contemporánea Portuguesa – Price Waterhouse Coopers - Reservatório da Patriarcal
- 2000 - Galería Galveias - Lisboa
- 2000 - Fabrica das Artes - Torres Vedras
- 2000 - Galería Marília Portugal - Vilamoura
- 2000 - Marca –Madeira - Madeira
- 2000 - Museu de Aveiro/ V Exposição ANAP
- 2000 - FAC - Feira de Arte Contemporânea - Lisboa
- 2001 - Espacio T - Di-Visões - Oporto
- 2001 - MM - Galería de Arte - Caldas da Rainha
- 2001 - Galería Galveias - Lisboa
- 2001 – Exposintra – Colectiva de Pintura e escultura
- 2001 - XVII Salão de Outono - Casino Estoril
- 2001 - Galería Pedro Serrenho - Lisboa
- 2002 - Escultura Contemporânea - Galería de Arte do Casino Estoril
- 2002 - Europe - art languages - Milán - Italia
- 2002 - Sintra Arte Pública I - Exposición de escultura al aire libre
- 2002 - II Prémio de Escultura City Desk- Cascais
- 2003 - Arte Estoril – Feira de Arte Contemporânea do Estoril
- 2003 - Escultura para tocar - Sintra
- 2003 - III Prémio de escultura City Desk - Cascais
- 2003 - Galería Inter-Atrium – XIX Aniversário – Oporto
- 2003 - BelourArte Gallery – 16 formas diferentes de abordar el Arte -Sintra
- 2004 - Arte Estoril – II Feira de Arte Contemporânea do Estoril
- 2004 - Galería da Casa de Cultura Jaime Lobo e Silva – Ericeira
- 2004 - Galería João Redondo - Setúbal
- 2004 - Galería Magia Imagem - Lisboa
- 2004 - Espaço Gepigai Ministério da Administração Interna – Lisboa
- 2005 - Pavilhão Atlântico – Exposición promovida por Grundfos Portugal, SA
- 2005 - Galería de Arte del  Casino de Estoril - Homenaje al ceramista Artur José
- 2005 - D. Fernando II – Galería de Arte – Sintra
- 2005 - Palacio Porto Covo - Lisboa, “Viagens Solidárias”
- 2005 - Galería Ditec – Lisboa
- 2005 - Galería Alexandra Irigoyen - Madrid - España
- 2006 - Galería Magia Imagem - Lisboa
- 2006 - Galería Santa Rita - Águeda
- 2006 - Galería María Braga - Vila Nova de Cerveira
- 2006 - Galería Atlântida – Ponta Delgada - Azores

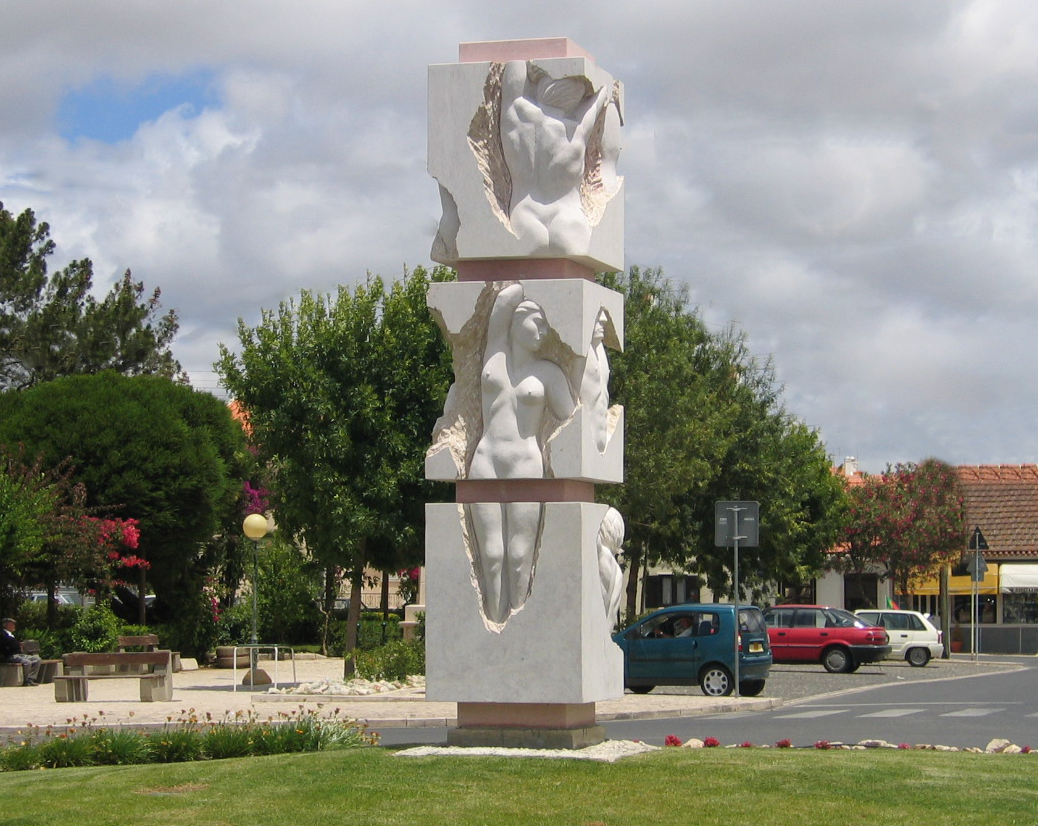
"Evolução" - Montelavar Sintra - Escultor Rogério Timóteo

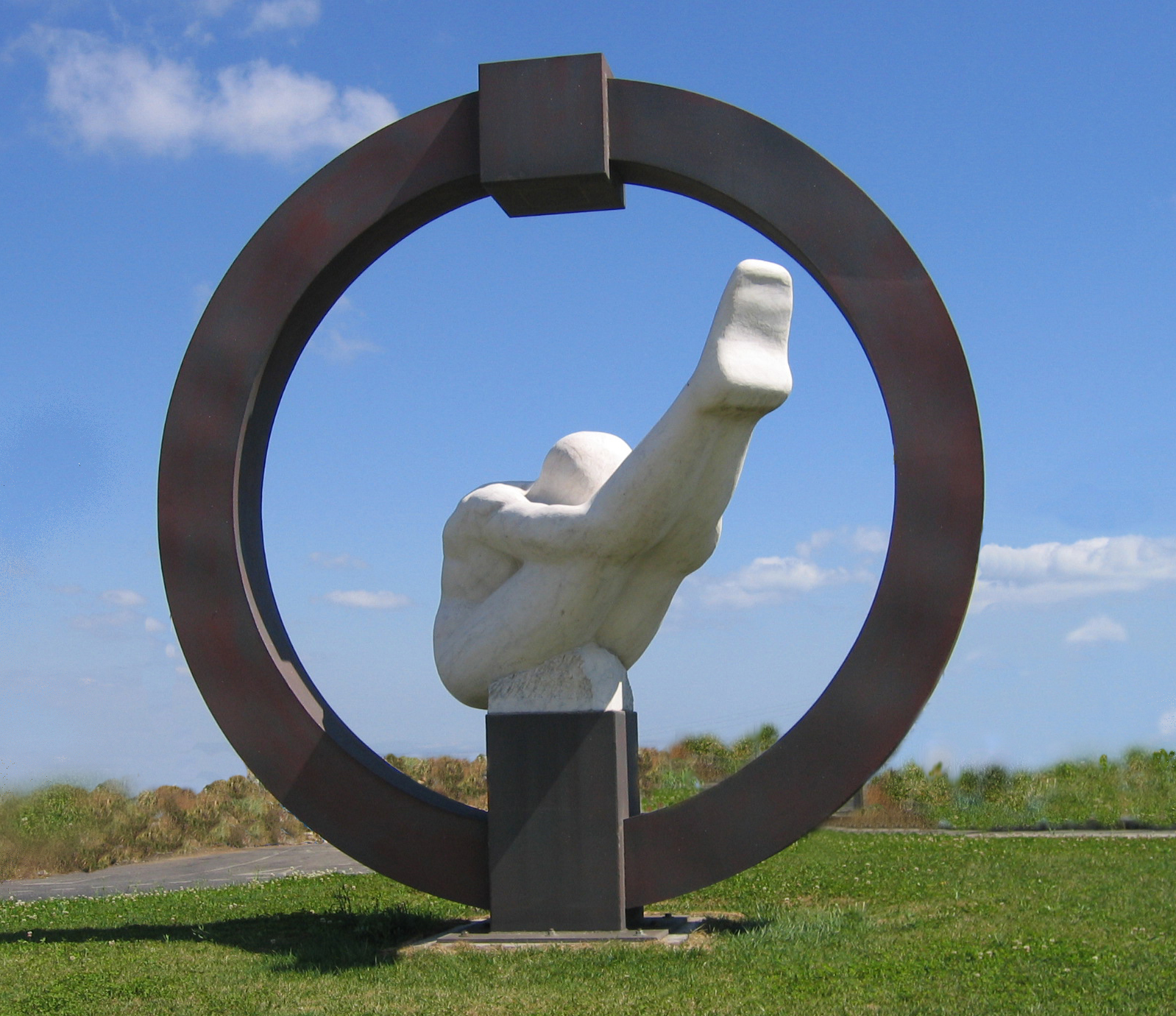
"Eternidade" - Sintra - Escultor Rogério Timóteo

## Colecciones
La obra de Rogério Timóteo se encuentra representada en las siguientes colecciones:
- SOLBI - Soc. Lusobritânica de Informática
- EDINFOR - Sistemas Informáticos
- Inspecção Geral da Administração Interna
- Museu da Água de EPAL
- Bombas Grundfos Portugal, SA
- Diversas colecciones nacionales y extranjeras
- Dirección de los Serviços de Engenharia

## Obras
Entre las mejores y más conocidas obras de Rogério Timóteo se incluyen las siguientes:
- 1991 - Busto del General Firmino Miguel - Mafra
- 1992 - Monumento a Cristo-Rei - Sabugal
- 1993 - Conjunto Escultórico para la Fuente Luminosa de Charneca da Caparica - Almada
- 1994 - “Fénix” - Bombeiros Voluntários de Carnaxide
- 1995 - “Falcão” para Salvaterra de Magos
- 1995 - “Brasão” para la Escola Prática da Guarda Nacional Republicana
- 1995 - “Canteiro” - Edifício Delegação Reg. Ind. e Energia
- 1996 - “Fénix” - Bombeiros Voluntários de Moscavide
- 1996 - Busto de D. Dinis - Salvaterra de Magos
- 1997 - “Ilha dos Amores” - Sala dos Recreios - Amadora
- 1997 - Realização de 50 múltiplos de “Sereia” - EPAL
- 2000 - Busto Dr. José Máximo - Lourinhã
- 2000 - Escultura Monumental “Mergulhos” Rotonda SOLBI - Linda-à-Velha - Oeiras
- 2001 - Escultura Monumental - “Eternidade” - Sintra.
- 2002 - Busto Dr. Afonso Pedreira Vilela - Carvalhal - Torres Vedras
- 2004 - Escultura Monumental “Evolução” Montelavar - Sintra
- 2004 - Escultura Monumental “Horizonte” - Cascais
- 2005 - Conjunto Escultórico “Jardim do Logos” – Biblioteca de Sintra
- 2005 - Escultura Monumental “Matriz” - Alto de Carnaxide - Oeiras
- 2005 - Escultura Monumental “Pulsare” - Alto de Carnaxide – Oeiras
- 2006 - Busto del Ing. Manuel da Maia – Direcção dos Serviços de Engenharia - Lisboa